# René Rapin (Anglist)
René Rapin (* 19. April 1899; † April 1973) war ein Schweizer Anglist.
Am 30. Oktober 1956 hielt Rapin seine Antrittsvorlesung über Realität und Vorstellungskraft im Werk von Joseph Conrad an der Literaturfakultät der Universität Lausanne.
Rapin schrieb mehrmals über Charles Dickens. 1959 veröffentlichte er Lausanne and some English Writers. Er war Mitglied der Dickens Fellowship.
1966 veröffentlichte er bei der Librairie Droz eine kritische Ausgabe der Korrespondenz zwischen Conrad und Marguerite Poradowska.